# Eduard Klassen
Eduard Klassen (* 20. Jahrhundert in Paraguay) ist ein Harfenist und international einer der wenigen Interpreten auf der Paraguay-Harfe.

## Leben
Eduard Klassen wurde in einer deutschstämmigen Siedlung mitten im Paraguayischen Chaco geboren. Er wuchs in dieser isolierten Gegend laut eigenen Aussagen über 500 km zur nächsten Stadt entfernt auf und sah im Alter von 15 Jahren zum ersten Mal eine asphaltierte Straße. 1975 begann er Harfe zu spielen und das Instrument wurde bald zu seiner Leidenschaft. Sein Streben nach einer professionellen Ausbildung brachte ihn schließlich in die Hauptstadt Paraguays Asunción, wo er fünf Jahre studierte.
Im Alter von 20 Jahren erlebte Eduard Klassen eine Bekehrung zum christlichen Glauben. Seine Konzerte sind seither meist geprägt von einem christlichen Charakter in Titelauswahl sowie des Öfteren auch vom persönlichen Lebenszeugnis Klassens über seinen Weg zum Glauben. Außerdem tritt er im Rahmen von Gottesdiensten, Wohltätigkeitsveranstaltungen sowie im Radio, Fernsehen und renommierten Konzerten auf. 2011 zählte der Harfenist über 3500 Konzerte in 28 Länder weltweit.
Die Diskografie Eduard Klassens zählt bis heute 14 Alben. Des Weiteren veröffentlichte er zwei Videoaufnahmen auf DVD und eine Autobiografie unter dem Titel The Harpist – A Soulful Journey.
Eduard Klassen ist verheiratet mit der Kanadierin Christine. Die beiden haben zwei Söhne – Mathias und Sheldon – und leben in Kanada in Stratford, Ontario.

## Diskografie

### Veröffentlichungen in Deutschland
- Wie groß bist du. (Deutsche Ausgabe von Christian Instrumental Music, Volume 3: How Great Thou Art, erschienen 2000 im ERF-Verlag)
- Amazing Grace. (Deutsche Ausgabe von Christian Instrumental Music, Volume 4: Amazing Grace, 1987, erschienen 2000 im ERF-Verlag)
- Weihnachtsmelodien. (Deutsche Ausgabe von Christian Instrumental Music, Volume 10: Christmas Melodies, erschienen 2000 im ERF-Verlag)
- Deine Treue bleibt. (Deutsche Ausgabe von Christian Instrumental Music, Volume 11: Great is Thy Faithfulness, 2000, erschienen 2001 im ERF-Verlag)
- Bleib mir nahe, Herr. (Deutsche Ausgabe von Christian Instrumental Music, Volume 12: Melodies For The Heart, 2002, erschienen 2003 im ERF-Verlag)

### Internationale Veröffentlichungen
- Christian Instrumental Music.
- Christian Instrumental Music, Volume 2.
- Christian Instrumental Music, Volume 3: How Great Thou Art.
- Christian Instrumental Music, Volume 4: Amazing Grace. (1987)
- Christian Instrumental Music, Volume 5: Christmas.
- Christian Instrumental Music, Volume 6: Latin American Favourites.
- Christian Instrumental Music, Volume 7: Be Still And Know.
- Christian Instrumental Music, Volume 8: This is My Father’s World.
- Christian Instrumental Music, Volume 9: Because He Lives.
- Christian Instrumental Music, Volume 10: Christmas Melodies.
- Christian Instrumental Music, Volume 11: Great Is Thy Faithfulness. (2000)
- Christian Instrumental Music, Volume 12: Melodies For The Heart. (2002)
- Christian Instrumental Music, Volume 17: Christmas In The Country.
- Christian Instrumental Music, Volume 19: Hymns On The Harp.
- Concert Album: The Music.
- Concert Album: Country And Blue Grass Gospel Classics.
- Concert Album: Timeless Hymns. (with Christine Klassen)
- Favourite Folk Melodies.
- Great Hymns Of Faith.
- He Touched Me. Southern Gospel Classic.
- Rock Of Ages.
- South American Classics.